# U and Dat
U and Dat è il secondo singolo di E-40 estratto dall'album My Ghetto Report Card. La canzone è realizzata con T. Pain e Kandi Girl ed è stata prodotta da Lil Jon.
Il singolo ha avuto assai successo negli USA, dove è stato uno dei tormentoni estivi del 2006. Ha raggiunto la posizione n.23 della Billboard Hot 100.
Il video include i cameo di Lil Jon e Katt Williams. Il remix ufficiale gode di collaboratori come Snoop Dogg, Juelz Santana e Lil' Flip.